# Raja

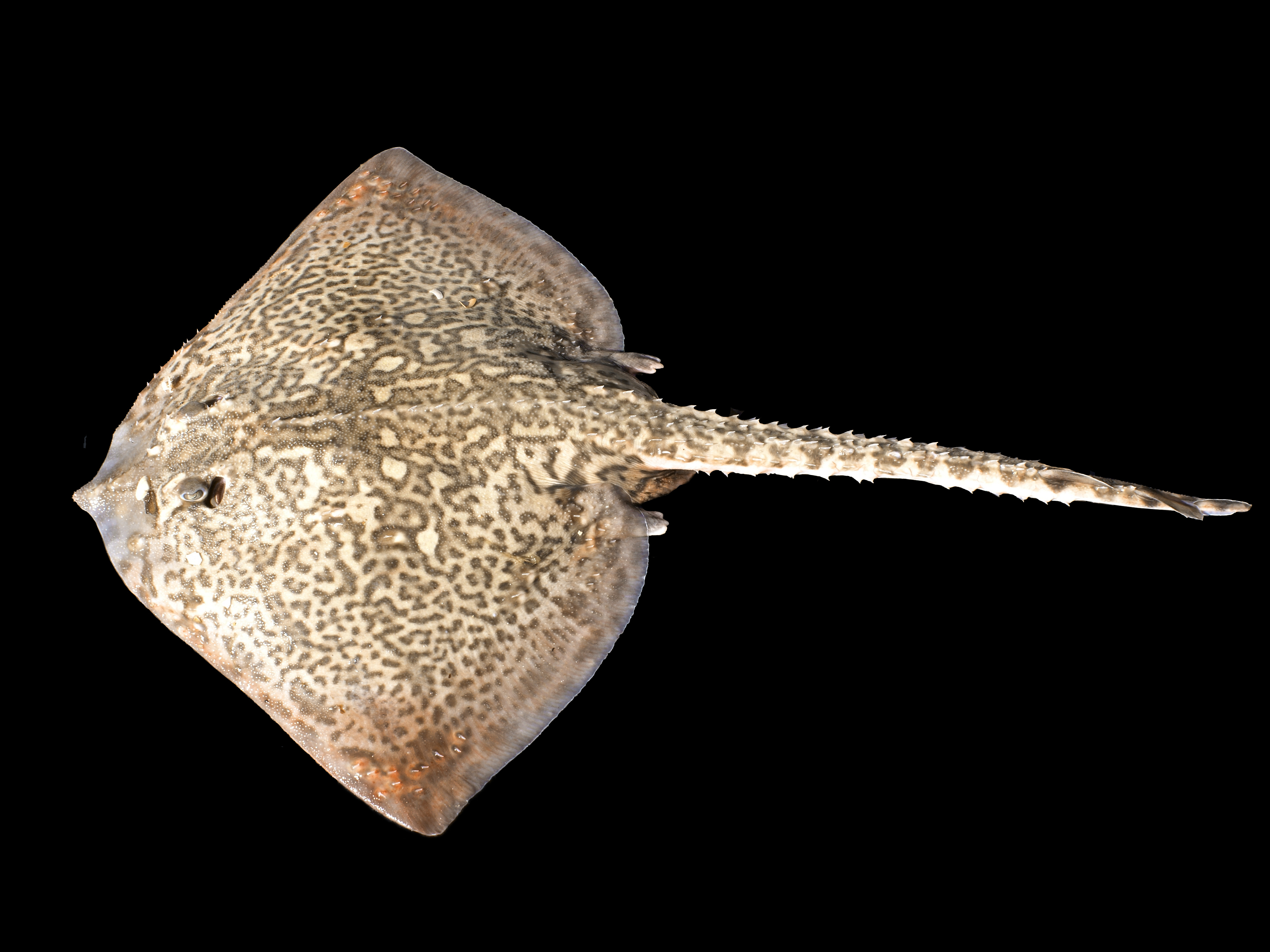
Tövises rája (Raja clavata)

A Raja a porcos halak (Chondrichthyes) osztályának rájaalakúak (Rajiformes) rendjébe, ezen belül a valódi rájafélék (Rajidae) családjába tartozó nem.
Családjának a típusneme.

## Rendszerezés
A nembe az alábbi 23 élő faj és 1 fosszilis faj tartozik (meglehet, hogy a közeljövőben ez a lista megfog változni, mivel egyes fajait áthelyezhetik más nemekbe):
- Raja ackleyi Garman, 1881
- Raja africana Capapé, 1977
- Raja asterias Delaroche, 1809
- Raja bahamensis Bigelow & Schroeder, 1965
- kurtafarkú rája (Raja brachyura) Lafont, 1871
- Raja cervigoni Bigelow & Schroeder, 1964
- tövises rája (Raja clavata) Linnaeus, 1758
- Raja equatorialis Jordan & Bollman, 1890
- Raja herwigi Krefft, 1965
- Raja maderensis Lowe, 1838
- csíkos rája (Raja microocellata) Montagu, 1818
- Raja miraletus Linnaeus, 1758 - típusfaj
- foltos rája (Raja montagui) Fowler, 1910
- Raja parva Last & Séret, 2016
- Raja pita Fricke & Al-Hassan, 1995
- Raja polystigma Regan, 1923
- Raja radula Delaroche, 1809
- Raja rondeleti Bougis, 1959
- Raja rouxi Capapé, 1977
- Raja straeleni Poll, 1951
- Raja texana Chandler, 1921
- cifra rája (Raja undulata) Lacepède, 1802
- Raja velezi Chirichigno F., 1973

- †Raja thiedei Reinecke, 2015 - oligocén, Németország